# گرونا (زاکسن-آنهالت)
گرونا (به آلمانی: Gröna) یک منطقهٔ مسکونی در آلمان است که در برنبورگ واقع شده‌است. گرونا ۵۸۸ نفر جمعیت دارد.